# Villaralto (kommunhuvudort)
Villaralto är en kommunhuvudort i Spanien.   Den ligger i provinsen Province of Córdoba och regionen Andalusien, i den centrala delen av landet, 250 km söder om huvudstaden Madrid. Villaralto ligger 577 meter över havet och antalet invånare är 1 398.
Terrängen runt Villaralto är platt. Runt Villaralto är det glesbefolkat, med 8 invånare per kvadratkilometer. Närmaste större samhälle är Pozoblanco, 14,1 km sydost om Villaralto. Trakten runt Villaralto består till största delen av jordbruksmark.